# Ламбер, Оливье
Оливье Ламбер (фр. Olivier Lambert, р.3 мая 1971) — французский фехтовальщик-рапирист, чемпион мира. 

## Биография
Родился в 1971 году в Рене. В 1992 году принял участие в Олимпийских играх в Барселоне, но там французские рапиристы стали лишь 7-ми. В 1997 году завоевал золотую медаль чемпионата мира.